# Ибрагимов, Ислам Эюбович

## Биография
Ислам Ибрагимов окончил Азербайджанский индустриальный институт им. М. Азизбекова в 1943 году. Еще будучи студентом энергетического факультета, он начал работать в системе Азглавэнерго, а впоследствии руководил группой в Центральной службе релейной защиты и автоматики Азербайджанской энергосистемы.
Начиная с 1948 года, в течение более 10 лет И. Ибрагимов работал в АзНИИ энергетики им. И. Г. Есьмана и вел исследования в области регулирования напряжения и переходных процессов в электрических сетях и системах. В 1952 году он защитил кандидатскую диссертацию.
С 1955 года И. Ибрагимов читал спецкурсы по электрическим сетям и системам, математическим машинам и основам вычислительной техники в Азербайджанском институте нефти и химии им. М. Азизбекова. В 1959 году, И. Ибрагимов был назначен руководителем лаборатории машин непрерывного действия Института кибернетики АН Азербайджанской ССР. Им были выполнены исследования в области систем авторегулирования, автометрии и переходных процессов в нелинейных цепях и сетях.
В 1970 году И. Ибрагимов защитил докторскую диссертацию на тему «Теория, расчет и моделирование компенсированных электрических сетей и цепей с учетом нелинейной характеристики их элементов и исследование некоторых динамических систем».
В 1971 году был избран заведующим кафедрой электрических станций в Азербайджанском институте нефти и химии им. М. Азизбекова, а в 1972 году ему было присвоено звание профессора.
Характерная черта научной деятельности И. Ибрагимова — тесная связь его исследований с практическими задачами повышения надежности, устойчивости и экономичности  энергосистем. И. Ибрагимов автор более 100 научных трудов, в том числе монографий.
Ибрагимов принимал активное участие в союзных и международных научных конференциях и совещаниях. С циклом научных докладов И. Ибрагимов выступал за рубежом — в Варшавском, Гданьском, Силезском политехнических институтах, в Краковской горно-металлургической академии, в Лейпциге — в Высшем техническом училище, Дрезденском техническом университете.
И. Ибрагимов — был членом редколлегии журнала «Известия вузов СССР — Энергетика», Комиссии по автоматизации и распределению электроэнергии НМС МВ и ССО СССР и Секции энергетики НМС МВ и ССО Азерб. ССР.
И. Ибрагимов был членом КПСС с 1947 года. Его научная и педагогическая деятельность отмечена медалями и другими наградами.